# Адмира Ваккер Мёдлинг
«Адмира Ваккер Мёдлинг» — австрийский профессиональный футбольный клуб из города Мёдлинг, с сезона 2022/23 выступающий в Второй австрийской лиге.
Домашние матчи проводит на стадионе «Бундесштадион Зюдштадт» (нем. BSFZ-Arena), вмещающем 10 600 зрителей и расположенном в городе Мария-Энцерсдорф. За свою историю, клуб 8 раз выигрывал чемпионат Австрии и 5 раз был вице-чемпионом, один раз был вице-чемпионом Германии, 5 раз выигрывал Кубок Австрии и 6 раз был его финалистом, один раз выигрывал Суперкубок Австрии и один раз был его финалистом, единожды был финалистом Кубка Митропы, и один раз дошёл до 1/4 финала Кубка обладателей кубков.

## История
Основан 17 октября 1905 года как «Адмира» Вена (нем. SK Admira Wien).
Название «Адмира/Ваккер» команда получила в 1971 году, когда произошло объединение венских клубов «Адмира» (основан в 1905 году) и «Ваккер» (нем. SC Wacker Wien) (основан в 1908 году), статус правопреемника которых получил новый клуб.
В 1997 году «Адмира/Ваккер» объединился с клубом «Мёдлинг» (нем. VfB Mödling) из одноимённого города, который был основан в 1911 году (в высшем австрийском дивизионе играл в сезонах 1952/53, 1987/88, 1992/93 — 1994/95). По итогам сезона 1997/98 команда, перебазировавшаяся в Мёдлинг, заняла последнее 10-е место и покинула австрийскую Бундеслигу, в 2000 году вернулась в высший дивизион, в котором пробыла до 2006 года, через год транзитом через Первую лигу (Д-2) оказалась в региональной.
Перед сезоном 2008/2009 произошло объединение «Адмиры Ваккер Мёдлинг» с клубом «Швадорф» (нем. ASK Schwadorf), президентом объединённого клуба стал владелец «Швадорфа» Рихард Тренквальдер, новый клуб занял место «Швадорфа» в Первой лиге (в региональную лигу заявилась вторая команда «Адмиры Ваккер Мёдлинг»).
В сезоне 2010/11 команда победила в Первой лиге и вернулась в высший дивизион, в первый же сезон заняла 3-е место. В сезоне 2021/22 заняла последнее место в высшем дивизионе и вылетела в лигу ниже.

## Достижения
- Чемпион Австрии (8): 1926/27, 1927/28, 1931/32, 1933/34, 1935/36, 1936/37, 1938/39, 1965/66
- Вице-чемпион Австрии (5): 1928/29, 1929/30, 1930/31, 1934/35, 1962/63, 1988/89
- Вице-чемпион Германии (1): 1938/39
- Обладатель Кубка Австрии (5): 1927/28, 1931/32, 1933/34, 1963/64, 1965/66
- Финалист Кубка Австрии (6): 1978/79, 1988/89, 1991/92, 1995/96, 2008/09, 2015/16
- Обладатель Суперкубка Австрии (1): 1989
- Участник Суперкубка Австрии (1): 1992
- Финалист Кубка Митропы (1): 1934

## Выступления в еврокубках
| Сезон   | Турнир                      | Раунд            | Соперник             | Дома | В гостях | Общий счёт |  |
| ------- | --------------------------- | ---------------- | -------------------- | ---- | -------- | ---------- |  |
| 1964/65 | Кубок обладателей кубков    | Первый раунд     | Легия Варшава        | 1:3  | 0:1      | 1:4        |  |
| 1966/67 | Кубок европейских чемпионов | Первый раунд     | Воеводина            | 0:1  | 0:0      | 0:1        |  |
| 1973/74 | Кубок УЕФА                  | Первый раунд     | Интер                | 1:0  | 1:2      | 2:2(г)     |  |
| 1973/74 | Кубок УЕФА                  | Второй раунд     | Фортуна Дюссельдорф  | 2:1  | 0:3      | 2:4        |  |
| 1982/83 | Кубок УЕФА                  | Первый раунд     | Богемианс 1905       | 1:2  | 0:5      | 1:7        |  |
| 1987/88 | Кубок УЕФА                  | Первый раунд     | ТПС Турку            | 0:2  | 1:0      | 1:2        |  |
| 1989/90 | Кубок обладателей кубков    | Первый раунд     | АЕЛ Лимасол          | 3:0  | 0:1      | 3:1        |  |
| 1989/90 | Кубок обладателей кубков    | Второй раунд     | Ференцварош          | 1:0  | 1:0      | 2:0        |  |
| 1989/90 | Кубок обладателей кубков    | 1/4 финала       | Андерлехт            | 1:1  | 0:2      | 1:3        |  |
| 1990/91 | Кубок УЕФА                  | Первый раунд     | Вейле                | 3:0  | 1:0      | 4:0        |  |
| 1990/91 | Кубок УЕФА                  | Второй раунд     | Люцерн               | 1:1  | 1:0      | 2:1        |  |
| 1990/91 | Кубок УЕФА                  | Третий раунд     | Болонья              | 3:0  | 0:3      | 3:35:6     |  |
| 1992/93 | Кубок обладателей кубков    | Первый раунд     | Кардифф Сити         | 2:0  | 1:1      | 3:2        |  |
| 1992/93 | Кубок обладателей кубков    | Второй раунд     | Антверпен            | 2:4  | 4:3(д)   | 6:7        |  |
| 1993/94 | Кубок УЕФА                  | Первый раунд     | Днепр Днепропетровск | 2:3  | 0:1      | 2:4        |  |
| 1994/95 | Кубок УЕФА                  | Первый раунд     | Гурник Забже         | 5:2  | 1:1      | 6:3        |  |
| 1994/95 | Кубок УЕФА                  | Второй раунд     | Канны                | 1:1  | 4:2      | 5:3        |  |
| 1994/95 | Кубок УЕФА                  | Третий раунд     | Ювентус              | 1:3  | 1:2      | 2:5        |  |
| 2012/13 | Лига Европы УЕФА            | Второй кв. раунд | Жальгирис            | 5:1  | 1:1      | 6:2        |  |
| 2012/13 | Лига Европы УЕФА            | Третий кв. раунд | Спарта Прага         | 0:2  | 2:2      | 2:4        |  |
| 2016/17 | Лига Европы УЕФА            | Первый кв. раунд | Спартак Миява        | 1:1  | 3:2      | 4:3        |  |
| 2016/17 | Лига Европы УЕФА            | Второй кв. раунд | Кяпаз Гянджа         | 1:0  | 2:0      | 3:0        |  |
| 2016/17 | Лига Европы УЕФА            | Третий кв. раунд | Слован Либерец       | 1:2  | 0:2      | 1:4        |  |
| 2018/19 | Лига Европы УЕФА            | Второй кв. раунд | ЦСКА София           | 1:3  | 1:3      | 1:6        |  |